# Јевреји у протекторату Чешке и Моравске
Јевреји у протекторату Чешке и Моравске практично су се нашли и на почетку нацистичке окупације, која је Јевреје систематски искључивала из економског и друштвеног живота. Централна канцеларија за емиграцију Јевреја, која је била задужен за све послове са Јеврејима, прво је покушала да принуди Јевреје да емигрирају у иностранство, да би потом променила стратегију и почела припреме за спровођење такозваног коначног решења јеврејског питања. Власт је присилила прашку јеврејску верску заједницу да послушно извршава нацистичке прописе и учествује у депортацији Јевреја, између осталог и у концентрациони логор Терезин, која је започела у јесен 1941. а наставила почетком 1943. године, након које је на слободи било само 3.000 Јевреја из протектората.
Из Терезина су Јевреји депортовани на немачке окупиране територије Совјетског Савеза или Пољске. Терезин је имао посебан положај међу осталим концентрационим логорима, јер је поред своје функције у истребљењу Јевреја имао и улогу у нацистичкој пропаганди, током које су нацисти спровели неколико делегација Црвеног крста кроз измењене улице Терезина у периоди од 1943. до 1945. године.
По успостављању Протектората Чешке и Моравске, на овом подручју је живело преко 120.000 Јевреја. Око 30.000 Јевреја успело је да емигрира, а велика већина осталих је депортована. Тачан број чешких јеврејских жртава холокауста није тачно познат, али се процењује да је најмање 80.000 Јевреја у Време протектората убијено.

## Краћа историја Јевреја у Чешкој и Моравској
Прве јеврејске заједнице у Чешкој и Моравској основане су вероватно у једанаестом веку, под влашћу династије Премисловићи. 
Средњовековне јеврејске заједнице основане су, између осталог, у Прагу, Брну, Хебу, Прибраму, Плзењу, Јихлави, Знојму и Оломоуцу. Међутим, Јевреји су непрекидно протеривани из већине краљевских градова у петнаестом и шеснаестом веку. Од 1526. године Чешка и Моравска биле су под влашћу Хабзбуршке монархије. Године 1557. Фердинанд I  је протерао Јевреје из Чешке (али не и Моравске), али овај декрет никада није у потпуности спроведен.
Године 1623. године, након сламања чешке побуне, Фердинанд II је Јеврејима доделио пуну слободу боравка. То је поништено Законом о породицама (који је био на снази од 1726. до 1848) који је јеврејско насељавање ограничио на 8.541 породицу у Чешкој и 5.106 породица у Моравској, док је бракове ограничио на једног сина по породици. Неки Јевреји су емигрирали, док су се други разишли по малим селима да би избегли ограничења.
У деветнаестом веку, чешки национални препород агитовао је за аутономију већине која говори чешки језик. Током 1890-тих већина Јевреја је говорила немачки и сматрала се Немцима.
После Првог светског рата, чешке земље (укључујући и погранични део Судета, који је имао немачку већину) постале су део нове земље Чехословачке. До 1930-их, Јевреје који су говорили немачки бројчано су претекли асимилиране Јевреје који су говорили чешки;
Ционизам је такође надирао међу Јеврејима са периферије (Моравска и Судета). Крајем деветнаестог и почетком двадесетог века, хиљаде Јевреја су долазиле у Праг и друге велике градове у Чешкој и Моравској из малих села и градова. Од 10 милиона становника Чешке и Моравске пре 1938. године, Јевреји су чинили само око 1% становништва (117.551). Већина Јевреја живела је у великим градовима попут Прага (35.403 Јевреја, који су чинили 4,2% становништва), Брна (11.103, 4,2%) и Моравске Остраве (6.865, 5,5%).
Антисемитизам у Чешкој био је нижи него другде и снажно му се успротивио национални оснивач и први председник Томаш Гаригуе Масарик (1850–1937), док је секуларизам и међу Јеврејима и код нејевреја олакшао интеграцију. Ипак, било је појединачних случајева антијеврејских нереда након стварања Чехословачке републике 1918. и 1920. Након наглог пада верских обреда у деветнаестом веку, већина бохемских Јевреја била је равнодушна према религији, иако је то било мање присутно у Моравској. Чешки Јевреји имали су највишу стопу венчаних бракова у Европи; између 1928. и 1933. године 43,8% венчаних ван вере у поређењу са 30% у Моравској. За разлику од нацистичке Немачке, висока стопа венчаних бракова наставила се и након 1933. године, све до инвазије 1939. године. Висока стопа интеграције - говори да су чешки Јевреји били најинтегрисанија заједница у Европи - што је довела до потешкоћа у идентификовању чешких Јевреја због њихове касније депортације и холокауста.

## Оснивање Протектората
Дана 15. марта 1939. године, након притиска на председника Емила Хајека, нацистичке трупе окупирале су Другу чехословачку републику  (Чешки: Druhá československá republika, Словачки: Druhá česko-slovenská republika), која је трајала само 169 дана, у периоду од 30. септембра 1938. године до 15. марта 1939. године. Настала је на остацима Прве чехословачке републике, након потписивања Минхенског споразума. Састојала се из делова Бохемије, Моравске и Шлезије, и две аутономне области: Словачке и Закарпатја, Адолф Хитлер је сутрадан издао Декрет о успостављању протектората Чешке и Моравске. Тако је настала творевина у саставу Нацистичке Немачке, који је постојала од 1939. до 1945. године на подручју данашње Чешке. Формиран је након поделе Чехословачке, чији су источни делови подељени између независне Словачке и Хортијеве Мађарске. За разлику од Словачке којој је призната самосталност, чешке земље су анектиране од стране Немачког Рајха и административно подељене: периферни делови Чешке настањени судетским Немцима су стављени под директну немачку управу, док су централни делови настањени Чесима претворени у државни протекторат. Након пораза сила Осовине у рату, протекторат престаје да постоји и његова територија је укључена у обновљену Чехословачку.
У то време, званично је на територији новооснованог Протектората живело 118.310 Јевреја који су задовољили нацистичку дефиницију појма Јевреј,  У ствари, ова цифра је ретроактивно прилагођавана, јер искључује Јевреје, који су у првој хаотичној недељи окупације земље побегли или осигурали лажне документе.
До краја марта 1939. године Јеврејима је било забрањено да раде као адвокати или запослени у јавним институцијама, и њихове могућности продаје, изнајмљивања или донирања некретнина биле су озбиљно ограничене.  Антијеврејске мере нису се заснивале само на окупационој администрацији, већ често и на чешкој влади. 
Током Друге републике, шовинизам и антисемитизам су се енормно повећали, што је требало да маскира неуспехе чешких политичара, који су кулминирали Минхенским споразумом . Међутим, ове тенденције су до тада биле сузбијене британским обећањима о економској подршци. Међутим, уласком окупаторских снага, чешка влада је попут нацистичке администрације тражила од аријеваца да им додели Јеврејска предузећа (на пример, Министарство пољопривреде изнудило је оставку јеврејских представника у стратешки важној Житној компанији ). Чешка влада је тако настојала да ојача властити положај аријанизацијом.
Иако је Хитлер убрзо након успостављања Протектората одлучио да је Протекторат јеврејско питање решило само по себи, и у складу са Илијином владом припремила је нацрт других антијеврејских мера.  Међутим, заштитник Рајха Константин фон Нојрат није одобрио предложене прописе, јер би то непожељно ојачало положај чешке владе. 
Дана 21. јуна 1939. године, Нојрат је издао своју уредбу, која је била заснована на принципима Нирнбергшког закона, и озбиљно је ограничава право Јевреја да располажу својом имовином. Према овом Нојратовом наређењу, морао је би бити постављен принудни администратор који би управљати јеврејском имовином.  Овим декретом елиминисана је и могућност да чешка влада учествује у аријанизацији јеврејске имовине, што је аријанизацију учинило чистом германизацијом. Нојратов декрет такође је пружио врло широку дефиницију јеврејског предузећа, тако да је било могуће организовати предузећа у којима су Јевреји имали и мало представништво.
Општинска самоуправа и део локалног становништва такође су развили антијеврејску активност. У неким градовима Јевреји су ухапшени, јеврејске институције затворене, а јеврејска имовина одузета. Неколико Немаца спалило је синагоге у Оломоуцу, а  чешки фашисти,   су спалили синагогу Јихлава, оштетили синагогу Добриш, организовали антијеврејски погром у Прибраму и извршили насиље над Јеврејима у Брну. С друге стране, део становништва (посебно чешког) показао је солидарност са Јеврејима, док је ипак већина становништва показала равнодушност или пасивност према прогону Јевреја.

## Јеврејска емиграција  из Протектората

### Политика емиграција
Да би се спречила фрагментацију антијеврејске политике, 21. јула 1939. коначно је основана Централна канцеларија за јеврејску емиграцију, која је постала највиша власт у јеврејским пословима у Протекторату која је била је подређена одељењу ИВ Б 4 Централног рајха Уред за безбедност на челу са Адолфом Ајхманом.  Министарства протектората такође су могла послати особље у ову организацију.  Међутим, ово није спречило цивилну администрацију да донесе даље репресивне мере против Јевреја, које су, на пример, ограничавале посете градским парковима, позориштима, ресторанима и бањама.
Главна мисија размене била је исељавање Јевреја изван граница Царства. Принцип деловања Централног уреда био је да застрашивањем примора Јеврејску верску заједницу и Јеврејски центар рада у Прагу на сарадњу и затим им утврди задатке које је Јеврејски центар рада требало да испуни. Јеврејски центар рада је због тога прерастао у опсежни бирократски апарат, који је од 22. септембра 1939. регистровао све Јевреје у Протекторату, подржавао емиграцију Јевреја и касније захтевао од Јевреја да се појаве на депортацијама или осигуравао имовину депортованих Јевреја.
Први покушај исељавања Јевреја започео је 18. октобра 1939. године, када је први воз кренуо из Моравске Остраве за Њиско, где су неки Јевреји требали да изграде логор према свом плану од материјала који је Јеврејски центар рада у Острави требало да набави. Остале превожене Јевреје потом су нацисти одвели до совјетске границе, где су их Совјети заробили и интернирали у радне логоре. Међутим, читав догађај под називом Акција Ниско био је релативно хаотичан, па је прекинут почетком новембра и Јевреји из нацистичког логора могли су да се врате у Протекторат.
После прекида депортација, Централни уред је морао да тражи друге начине за решавање „јеврејског питања“. Репресијом и пропагандом покушао је да подстакне Јевреје да емигрирају у иностранство, али је истовремено покушао и да значајан део њихове имовине задржи у Протекторату, па је у том циљу 23. новембра 1939. године, влада увела „порез на исељавања” (у износу од једне четвртине њиховог богатства) који су Јевреји морали да плате приликом изласка из државе.

## Предзнаци трагедије и холокауста
Поред економске кризе, на јеврејску заједницу утицали су и догађаји у Немачкој, у којој је 1933. године формирана нацистичка Немачка, која је пет година касније заузела суверену територију Аустрије. Многи Јевреји из ових земаља потражили су уточиште у Чехословачкој. Мало је чешко-словачких Јевреја озбиљно схватило ове знакове упозорења и није напустило земљу.  Неке антијеврејске мере су већ предузете током Друге републике .
Након успостављања протектората Чешке и Моравске у марту 1939, Јевреји су постепено систематски искључени из економског и друштвеног живота. За све јеврејске послове био је задужен Центар за јеврејску емиграцију, који је прво покушао да натера Јевреје да емигрирају у иностранство, али је потом променио стратегију и почео да се припрема за спровођење тзв. Коначно решење за јеврејско питања.

### Ниско план
Избијање Другог светског рата инвазијом на Пољску септембра 1939. драматично је променило ситуацију чешких Јевреја.  План Ниско био је шема развијена убрзо након септембарске кампање за концентрацију Јевреја у округу Лублин, у то време најудаљенијем подручју немачке у окупираној Европи и уз линију поделе са Совјетским Савезом.  По овом плану вође СС-а планирали су да депортују 300.000 Јевреја из Рајха,   укључујући 70.000 до 80.000 из области Катовице (припојенаој Пољској) и регије Моравска Острава у области Протекторате.  У ту сврху извршен је попис становништва којим је утврђено да је у Протекторату  1. октобра 1939. живело 90.147 Јевреја, 28.000 мање него у марту исте године.
Дана 18. октобра 1939. године, 901 мушкарац је депортован из Остраве у Ниско, у Пољској. Гранична полиција и особље СС-а пратили су транспорт,  а Адолф Ајхман га је лично дочекао у Ниском.
У другом наврату превежено је 400 Јевреја из Остраве, који су били пропраћени  протестима локалних Чеха.
У трећој тури транспортовано је 300 људи из Прага 1. новембра 1939. године, а такође су и овога пута протестовали Чеси.
У Сосновјецу је дошло до измена у реализацији плана  када је шеф СС-а Хајнирих Химлер отказао Нисков план,  јер се сукобљавао са приоритетнијим циљем пресељења Фолксдојчера у Reichsgau Wartheland и западну Пруску.
Очекивало се да ће се транспорти наставити почетком 1940. године, али их је Рајнхард Хајдрих одложио 19. фебруара у корист депортације пољских Јевреја из анектираних подручја. У априлу 1940. године логор је распуштен и преживелим затвореницима, којих је било око 460 из Протектората, дозвољено је да се врате кућама.  Накнадно се још 123 Јевреја који су депортовани у операцији Ниско вратило у  Чехословачку са Свободином војском.

### Искључење Јевреја из економског и друштвеног живота
Истовремено са политиком емиграције настојало се да се јеврејско становништво што више искључи из културног и економског живота. Током 1939. Јевреји су избачени из немачког средњег и високог образовања, а број Јевреја у чешким школама био је ограничен на квоту од 4%. У првој трећини 1940. године наредба заштитника рајха искључила је Јевреје из одређених сектора привреде.  Владином уредбом све јеврејске адвокатске праксе прекинуте су исте године, иако су инвалиди могли да се пријаве за именовања код заменика од стране јеврејских адвоката, али могли су само да обављају јеврејска правна питања и њихов број био је ограничен квотом од 2% на број преосталих правника. На пример, власти су укинуле нотаре, лиценце цивилних техничара и рударских инжењера или медицинска пракса. Такође, јеврејски лекари могли су и даље да лече само Јевреје или чланове њихових породица.
Међутим, ове мере донеле су нови проблем у виду брзог губитка запослења јеврејског становништва. Стога је Јеврејска верска заједница (ЖНО) морала  да оснује одељење под називом Јеврејски центар рада, где су се регистровали јеврејски незапослени. Ови Јевреји су тада били „запослени“ у изградњи путева и железница или у шумарству и такође су морали да учествују у, на пример, изградњи полигона за кобиле, регулацији водотокова, уклањању снега са аеродрома Рузине или пољопривредној жетви.
За Јевреје неспособне за рад, Јеврејска верска заједница  је пружао подршку у натури и у новцу, а такође је основао неколико социјалних установа за сирочад, децу и старије особе.  Као резултат репресивних мера јављао се губитак телесне тежине, а морбидитет Јевреја се повећавао. Како су Јевреји практично били искључени из опште медицинске заштите, Јеврејска верска заједница је такође морао да оснује неколико болничких установа.
Јеврејска верска заједница у Прагу прибављао је средства за своје активности углавном захваљујући преносу на њега имовине других јеврејских заједница, које су укинуте или деградиране на пуке филијале прашке Јеврејске верске заједнице. Поред тога, у марту 1940. укинута су сва јеврејска удружења, а током 1941. и сви јеврејски фондови и фондације. Њихова имовина припадала је емиграционом фонду за Чешку и Моравску.
Након искључивања из културног и економског живота, нацистичке власти наставиле су да искључују Јевреје из друштва. Поред локалних уредби којима се јеврејском становништву забрањује улазак на одређена места, кретање јеврејског становништва посебно је ограничено полицијском уредбом у јесен 1940, која је Јеврејима дозвољавала да напуштају политичку четврт у којој су боравили само уз посебну дозволу. У септембру 1941. сличан декрет чак је забранио напуштање општине сталног боравка без дозволе.
Разни други правилници и прописи ограничили су употребу превозних средстава (Јеврејима, на пример, није било дозвољено да путују аутобусом или брзим возом), забранили употребу телефона и строго ограничили радно време током којег су Јевреји могли да купују у продавницама.
Најзначајнији знак сегрегације јеврејског становништва утврђен је полицијском уредбом о идентификацији Јевреја од 1. септембра 1941. године, којом је Јеврејима наређено да носе жуту јеврејску звезду чврсто прикачену за одећу.

### Присилни рад
Планови за запошљавање Јевреја  у Протекторату на присилном раду у случају рата састављени су пре окупације територије, у фебруару 1939. године Овим планом предвиђало се да Јевреји буду запослени на изградњи путева и у каменоломима, мада није одлучено, када са овим активностима треба започети.
Како до средине 1940. године, упркос све већој незапослености међу Јеврејима, централне власти нису увеле никакав општи програм присилног рада, уместо тога, општине су преузеле иницијативу и развиле програм присилног рада сличан ономе у Немачкој и Аустрији, али организован на локалном нивоу.
Почетком јула 1940. године град Холешов затражио је дозволу за регрутовање својих Јевреја на присилном раду. Извештај о овоме у часопису Неуер Таг подстакао је и друга места да следе ову праксу. До јула 1940. године, око 60% јеврејских мушкараца у Протекторату било је запослено на пројектима присилног рада, а остатак на самосталном раду који им још увек није био забрањен.
За разлику од Немачке и Аустрије, Јевреји нису били одвојени од Чеха на присилном раду, јер су се и једни и други сматрали подједнако инфериорним.
Ангажовања на принудном рада достигло је врхунац у мају 1942. године, када је ангажовано 15.000 мушкараца и 1.000 жена. Бројеви ангажованих су након тога опали због депортација у гето у Терезину.
Током постојања Протектората било је најмање 39 подкампова  у којима су биле запослене десетине хиљада Јевреја и нејевреја, укључујући многе пољске и мађарске Јевреје који су тамо депортовани.

### Учешће Јевреја у депортацијама у логоре
Власт је приморала прашку јеврејску верску заједницу да послушно извршава нацистичке прописе и учествује у депортацијама Јевреја у концентрациони логор Терезин, започетим у јесен 1941. и почетком 1943. године, тако да је на слободи било само 3.000 Јевреја.
Из Терезина, Јевреји су депортовани на немачке окупиране територије Совјетског Савеза или Пољске. Међутим, Терезин је имао посебан положај међу осталим концентрационим логорима, јер је поред функције у истребљењу Јевреја имао улогу и у нацистичкој пропаганди, када су нацисти водили неколико делегација Црвеног крста модификованим улицама Терезина да би има показали како у њемо влада благостање за затворенике.

#### Реакција нејеврејског становништва
Део чешког становништва изразио је неслагање са спроведеним антијеврејским мерама. На пример, када су Јевреји имали ограничено време за куповину, њихови чешки познаници куповали су им робу. Солидарност са Јеврејима огледала се и у невиђеном учешћу нејеврејског становништва у јеврејским сахранама. Када су нацистичке власти наредиле Јеврејима да носе јеврејску звезду, неки незнабошци су је почели носити.
Власти су ситуацију сматрале толико озбиљном да је Национална солидарност забранила својим члановима било какав други званични контакт са Јеврејима, а Рајнхард Хајдрих (СС-обергрупенфирер, шеф Главног безбедносног уреда Трећег рајха и гувернер Чешке и Моравске. ) је чак издао упозорење да ће се са симпатизерима Јевреја поступати на исти начин као и са самим Јеврејима (што би резултовало депортацијом у концентрациони логор). Након ових мера окончани су отворени изрази солидарности и нацисти су могли без отпора становништва кренути у следећу фазу „решења јеврејског питања“ - депортацију Јевреја.

## Депортација у логор Терезин
Првобитно су требала бити изграђена два јеврејска гета, један у Моравској, али су на крају сви Јевреји из протектората били усмерени у Терезин, где је депортована велика већина Јевреја (на крају 1944. године, само 2.650 Јевреја је живело у „слободи“ у Протекторату, углавном у мешовитим браковима).
Терзин се након оснивања логора више није сматрао територијом Протектората у погледу званичне статистике. Крајем лета 1941. био је то град од 4.000 цивила и касарна у којој су били смештени војници Вермахта. Вермахт је напустио касарну за потребе „коначног решења Јевреја“ а цивилно становништво се иселило до јула 1942. године.
Први превоз до локалног концентрационог логора стигао је 24. новембра 1941. године, а убрзо су уследили и други. Јевреји су са олакшањем прихватили депортације у Терезин након шест депортација у источну Европу, али су се убрзо „освестили“, јер је 9. јануара 1942. године из Терезина послан први превоз у Ригу.
Јевреји су прво морали да адаптирају логор и направе нове смештајне, медицинске и угоститељске објекте, али и, на пример, крематоријум. Велика већина радне снаге коришћена је за потребе самог Терезина, док је мали део Јевреја био распоређен у помоћне концентрационе логоре у близини или за изградњу колосека од Бохушовице на Охри до Терезина.
Иако је Терезин био на територији Протектората, након присилног пресељења у Терезин, Јевреји су се званично „преселили“ из Протектората. Иако су у појединачним случајевима могли да остану у Терезину до краја рата и можда свакодневно одлазе на посао изван гета, више нису били чланови Протектората и нестали су из регистра становништва Протектората, и са спискова за оброке хране и друге потрепштине.
Дана 20. јануара 1942. године одржана је Ванзејска конференција у предграђу Берлина с циљем да се дође до „коначног решења јеврејског питања“. Конференцији је присуствовало 15 виших нацистичких старешина. Вођа састанка био је Рајнхард Хајдрих, челник СС-а и Гестапоа. Присутан је био и Адолф Ајхман, шеф одељења за јеврејско питање у Централном штабу безбедносне службе Рајха. На њој су координирани планови за „коначно решење јеврејског питања“ и створен чврст систем истребљења Јевреја.
Од 2. јуна 1942. у Терезин су почели да пристижу транспорти из других делова Трећег рајха. Снабдевање пренасељеног гета (највећи број затвореника био је 58.491 у септембру 1942. године) водом, електричном енергијом и храном одвијало се уз велике потешкоће.
Под овим условима, епидемија се брзо ширила, претећи да се прошири и изван концентрационог логора. Међутим, док је први талас транспорта у првој половини 1942. године отишао у радне логоре, где су јеврејски затвореници на крају умрли од изнемоглости или су касније убијени, у другој половини исте године транспорти су били намењени тренутном уништењу. На пример, у Малом Тростинцу код Минска Јевреји су истерани из воза, вожени неколико километара и потом сви стрељани. Такође одмах по доласку у Треблинку, део Јевреја је убијан у гасним коморама.
Међутим, како је Источни фронт у то време почео да се враћа према западу, више није било могуће одвести Јевреје на окупиране совјетске територије. Последњи превоз из Терезином 1942. године био је, један од многих других који су ишли ка Аушвицу у коме је већина депортованих Јевреја послата у гасне коморе.

### Терезин као место за прикривање истине пред светом
Почетком 1943. немачка војска је изгубила битку код Стаљинграда и почеле су да се јављају сумње да ли ће Немци победити у рату. Умор од рата такође се почео полако манифестовати. У овој ситуацији, нацисти су одлучили да Јевреје учине таоцима и понудили западним савезницима да дозволе протеривање једног милиона Јевреја из царства ако савезници обезбеде Немачкој војни материјал за ратовање против СССР-а. То је био пуки маневар, јер у то време милион Јевреја нису ни живело у Царству.
Терезин је био укључен у ове „позоришне планове“. Превоз из Терезина заустављен је у фебруару 1943. године, а припреме за посету делегације Међународног комитета Црвеног крста започеле су у гету. Изграђена је кафана у концентрационом логору Терезин, почели су концерти и позоришне представе. Ток прве тросатне посете Немачког Црвеног крста 28. јуна 1943. године био је пажљиво планиран, тако да је  први извештај Црвеног крста из Терезина био позитиван за нацисте.
Пропаганда је такође подразумевала успостављање „породичног логора“ у Биркенауу, где су депортовани неки Јевреји. Разлог депортација такође је био страх да би се у Терезину могао догодити сличан устанак затвореника као у варшавском гету - такода су физички спремнији Јевреји депортовани су у Биркенау. По доласку нису одмах убијени, већ су смештени у дрвене бараке.
Пре друге посете делегације Међународног комитета Црвеног крста логору у Терезину, догодило се још једно „улепшавање“ логорских објеката у Терезину. Поправљене су фасаде и поплочане улице. Посета се догодила 23. јуна 1944. године. Међутим, извештај шефа делегације Maurice-а Rossel-a уопште није помињао Јевреје који су умирали у Терезину или су депортовани на Исток. Управо супротно. Извештај је тврдио да је гето био град који је „живео готово нормалан живот“ и да није догађало депортовање из Терезина. Такав текст написан је у време када се, захваљујући извештајима Врбова и Вертзлера, већ знало да се у Аушвицу догађа масовно убиство Јевреја.
Како је Међународни комитет Црвеног крста  био задовољан посетом Терезину, није желео ни да посети Биркенау. Позориште у Биркенауу је због тога било бескорисно и тамошњи Јевреји су елиминисани. Поред тога, након ове посете Црвеног крста из Терезина је послата још једна серија возова у логоре за истребљење.
Црвени крст је потом још једном посетио Терезин, 6. априла 1945. године. Извештај Међународног комитета Црвеног крста, који је прикривао сва злодела у Терезину, тешко је разумети - нацистичка злодела била су већ добро позната након ослобађања Аушвица у јануару 1945. године. Штавише, истовремено са објављивањем извештаја, последњи остаци чешких Јевреја страдали су у маршевима смрти или погубљењима у логорима у Бухенвалду, Дахау, Захсенхаузену или у другим немачких концентрационих логора.

## Епилог
На дан када је успостављен Протекторат, у том подручју је било преко 120.000 Јевреја. Око 30.000 их је емигрирало, било добровољно или под нацистичким притиском.
Скоро сви преостали Јевреји из протектората (преко 81.000 деце, жена и мушкараца) депортовани су у концентрационе логоре, од којих је преживело око 10.500. Око 10.000 Јевреја определило се за самоубиство у страху од депортације.
У знак сећања на убијене Јевреје, концентрациони логор Терезин претворен је у национални споменик културе, Меморијални музеј Терезин.
Имена јеврејских жртава страдалих у холокаусту такође су забележена на зидовима прашке синагоге Пинкас.
Споменици о холокаусту данас се налазе широм Чешке на многим местима са којих су протерани Јевреји.
- Меморијална гробља и споменици страдалим Јеврејима
- Меморијално гробље испред Мале тврђаве у Терезину, Чешка
- Споменик страдалим Јеврејима у Терезину
- Национално гробље у Терезину, Чешка